# Nieuw-Zeeland op de Olympische Winterspelen 2002
Tijdens de Olympische Winterspelen van 2002, die in Salt Lake City (Verenigde Staten) werden gehouden, nam Nieuw-Zeeland voor de twaalfde keer deel.

## Deelnemers en resultaten
(m) = mannen, (v) = vrouwen 

### Alpineskiën
| Olympiër        | Discipline       | Resultaat | Prestatie                          |
| --------------- | ---------------- | --------- | ---------------------------------- |
| Todd Haywood    | reuzenslalom (m) | 51e       | 2.38,10 (+14,82) — 1.19,99+1.18,11 |
| Todd Haywood    | slalom (m)       | dnf-1     | opgave run 1                       |
| Jesse Teat      | reuzenslalom (m) | 50e       | 2.38,07 (+14,79) — 1.20,31+1.17,76 |
| Jesse Teat      | slalom (m)       | dnf-1     | opgave run 1                       |
|                 |                  |           |                                    |
| Claudia Riegler | slalom (v)       | 11e       | 1.51,19 (+5,09) — 55,17+56,02      |

### Bobsleeën
| Olympiër                                             | Discipline                    | Resultaat | Prestatie                                       |
| ---------------------------------------------------- | ----------------------------- | --------- | ----------------------------------------------- |
| Alan Henderson Mark Edmond                           | 2-mansbob (m) Nieuw-Zeeland I | 27e       | 3.14,90 (+4,79) (48,46 / 48,36 / 48,72 / 49,36) |
| Alan Henderson Steve Harrison Angus Ross Mark Edmond | 4-mansbob (m) Nieuw-Zeeland I | dns-2     | niet gestart run 2 (50,67 / dns)                |

### Rodelen
| Olympiër   | Discipline | Resultaat | Prestatie                                             |
| ---------- | ---------- | --------- | ----------------------------------------------------- |
| Angie Paul | vrouwen    | 23e       | 2.56,475 (+4,011) (44,407 / 44,256 / 43,943 / 43,869) |

### Shorttrack
| Olympiër     | Discipline | Resultaat | Prestatie                |
| ------------ | ---------- | --------- | ------------------------ |
| Mark Jackson | 500 m (m)  | 26e       | dnq, vr 5 (4e): 44,064   |
| Mark Jackson | 1000 m (m) | 22e       | dnq, vr 1 (3e): 1.32,276 |
| Mark Jackson | 1500 m (m) | 20e       | dnq, vr 4 (4e): 2.22,906 |

### Skeleton
| Olympiër  | Discipline | Resultaat | Prestatie                     |
| --------- | ---------- | --------- | ----------------------------- |
| Liz Couch | vrouwen    | 11e       | 1.47,80 (+2,69) — 53,62+54,18 |

Amerikaanse Maagdeneilanden · Andorra · Argentinië · Armenië · Australië · Azerbeidzjan · België · Bermuda · Bosnië en Herzegovina · Brazilië · Bulgarije · Canada · Chili · China · Chinees Taipei · Costa Rica · Cyprus · Denemarken · Duitsland · Estland · Fiji · Finland · Frankrijk · Georgië · Griekenland · Groot-Brittannië · Hongarije · Hongkong · Ierland · IJsland · India · Iran · Israël · Italië · Jamaica · Japan · Joegoslavië · Kameroen · Kazachstan · Kenia · Kirgizië · Kroatië · Letland · Libanon · Liechtenstein · Litouwen · Macedonië · Mexico · Moldavië · Monaco · Mongolië · Nederland · Nepal · Nieuw-Zeeland · Noorwegen · Oekraïne · Oezbekistan · Oostenrijk · Polen · Roemenië · Rusland · San Marino · Slovenië · Slowakije · Spanje · Tadzjikistan · Thailand · Trinidad en Tobago · Tsjechië · Turkije · Venezuela · Verenigde Staten · Wit-Rusland · Zuid-Afrika · Zuid-Korea · Zweden · Zwitserland

Uitgesloten van deelname: Puerto Rico